# Anomis grisea
Anomis grisea är en fjärilsart som beskrevs av Arnold Pagenstecher 1907. Anomis grisea ingår i släktet Anomis och familjen nattflyn. Inga underarter finns listade i Catalogue of Life.

## Bildgalleri

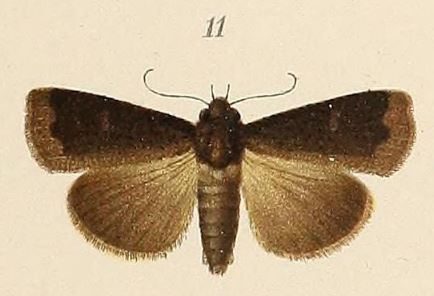